# George Hadfield
George Hadfield (* 1763 in Florenz oder Livorno, Großherzogtum Toskana; † 6. Februar 1826 in Washington, D.C., Vereinigte Staaten) war ein italienisch-britisch-US-amerikanischer Architekt des Klassizismus.

## Leben

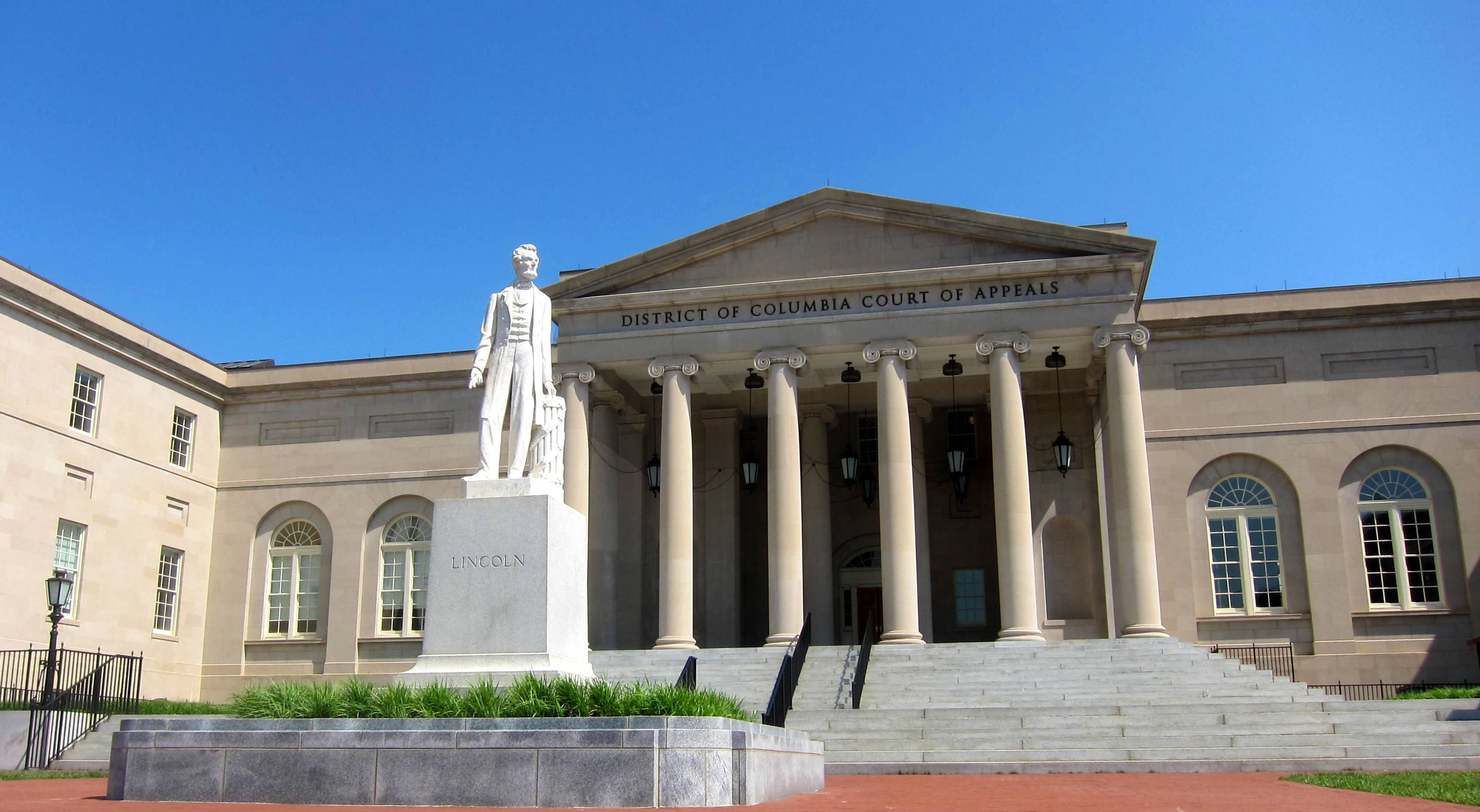
Gebäude des District of Columbia Court of Appeals, vormals District of Columbia City Hall, erbaut 1822–1849

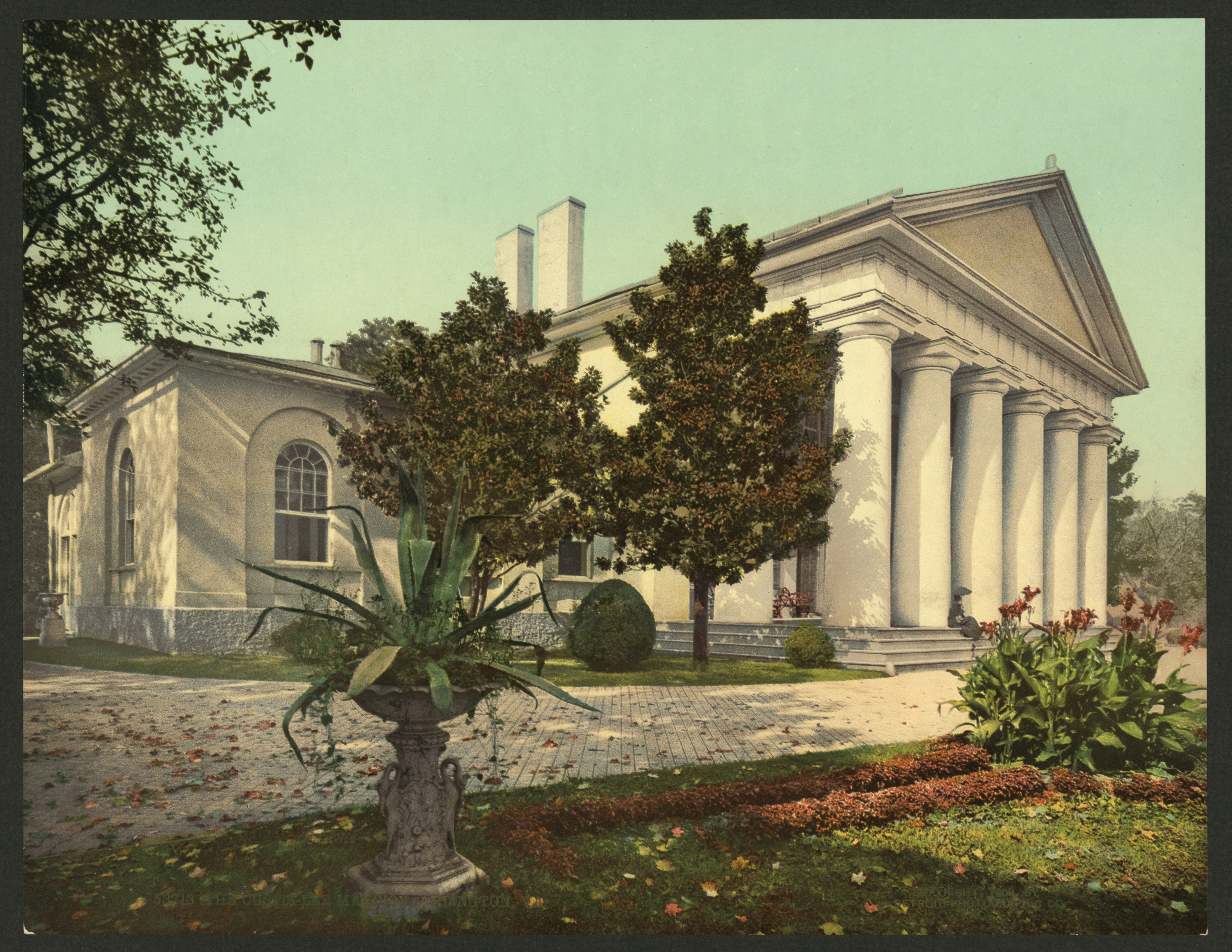
Arlington House, erbaut 1802–1804, Foto 1900

Hadfield wurde als Sohn des aus England gebürtigen Gastwirts Charles Hadfield († 1776) und dessen Ehefrau Isabella De Kock († 1810) in eine kinderreiche Familie geboren. Durch mehrere Gaststätten in Livorno war der Vater zu beachtlichem Wohlstand gelangt. In Florenz betrieb die Familie drei Hotels, in denen insbesondere britische Aristokraten auf ihrer Grand Tour abstiegen. Ein tragisches Unglück überschattete seine Kindheit, als eine geisteskranke Kinderfrau vier seiner Geschwister umbrachte. Zu den Geschwistern, die die Wahnsinnstat der Hausangestellten überlebten, zählte seine Schwester Maria, später eine bedeutende Malerin, Radiererin und Pädagogin.
Nachdem sein Vater 1776 gestorben war, zog die Mutter 1779 mit seinen Geschwistern nach London. Dort erhielt er eine Ausbildung zum Architekten, an der Royal Academy of Arts und bei James Wyatt, mit dem er ungefähr sechs Jahre zusammenarbeitete. 1784 ehrte ihn die Royal Academy of Arts mit einer Goldmedaille. Nach einigen Jahren, die er unter anderem in Italien zubrachte, wanderte er in die Vereinigten Staaten aus, wo er sich in Washington, D.C. – empfohlen von Benjamin West und John Trumbull – ab 1795 durch eine Überwachungstätigkeit am Bau des Kapitols beteiligte. In der Folgezeit entwarf er dort mehrere klassizistische Gebäude, etwa die City Hall (1820) und das Fuller’s Hotel sowie das Arlington House in Arlington County (1802).